# Atropos Tessera
Pour les articles homonymes, voir Atropos (homonymie).
Atropos Tessera est une région formée de tesserae située sur la planète Vénus par 71,5° N et304 ° E près d'Ishtar Terra, au large à l'ouest de Lakshmi Planum et d'Akna Montes.
Large de près de 470 km, cette région a une altitude comprise entre 4 000 et 1 000 m.